# Vaiaku
Vaiaku je vesnice ve státě Tuvalu. Leží na jižním břehu ostrova Fongafale v Tichém oceánu v atole Funafuti.
Podle sčítání lidu v roce 2002 má Vaiaku 516 obyvatel, přičemž celý atol Funafuti má 4 492 obyvatel.
Nachází se zde všechny administrativní budovy, včetně Národní banky Tuvalu, a jediný hotel — Vaiaku hotel. Také je tu jediný kostel katolické farnosti Autonomní Funafuti.